# Rovienková stena

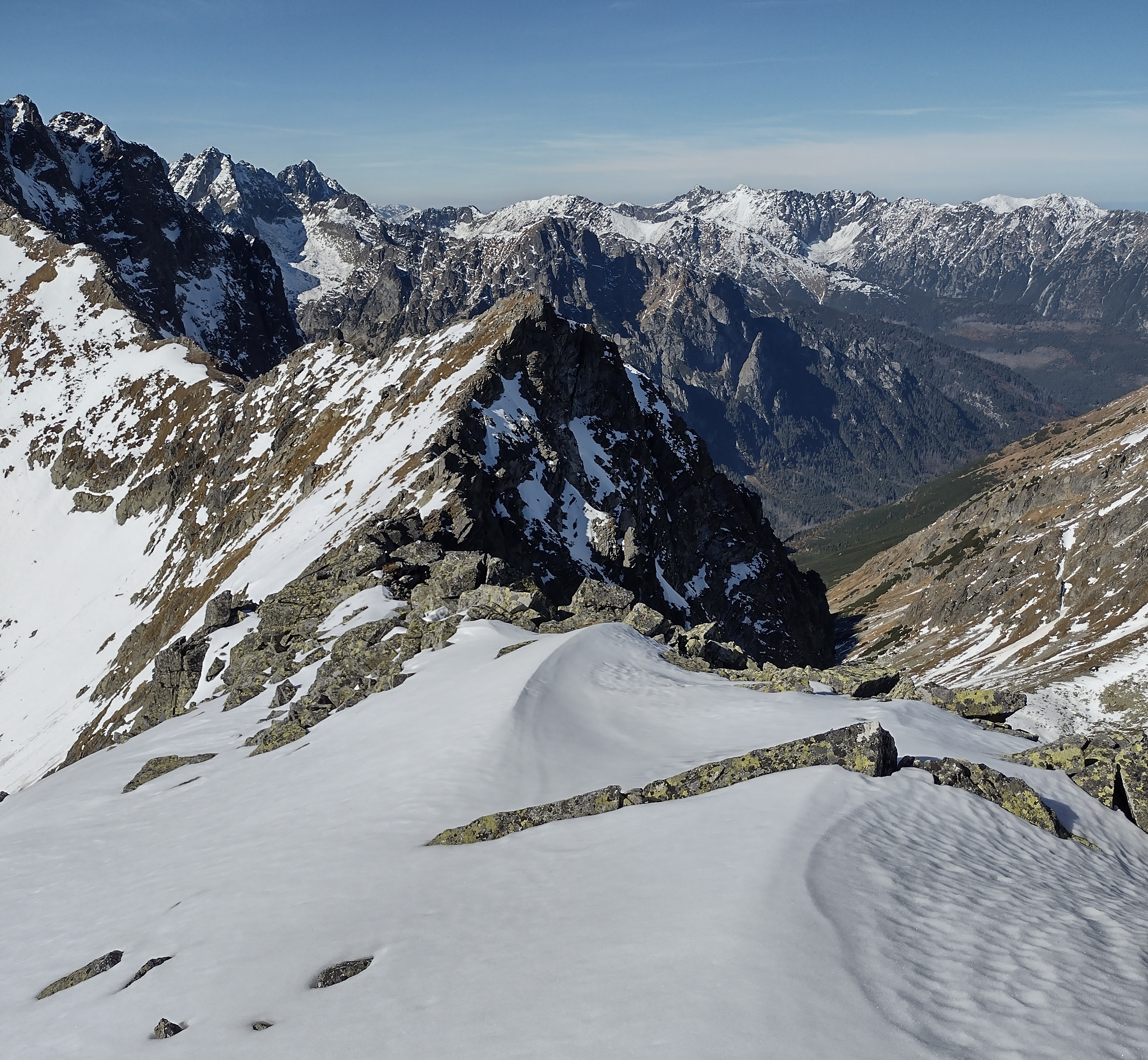
Pohled na Rovienkovou stenu od Hranaté veže

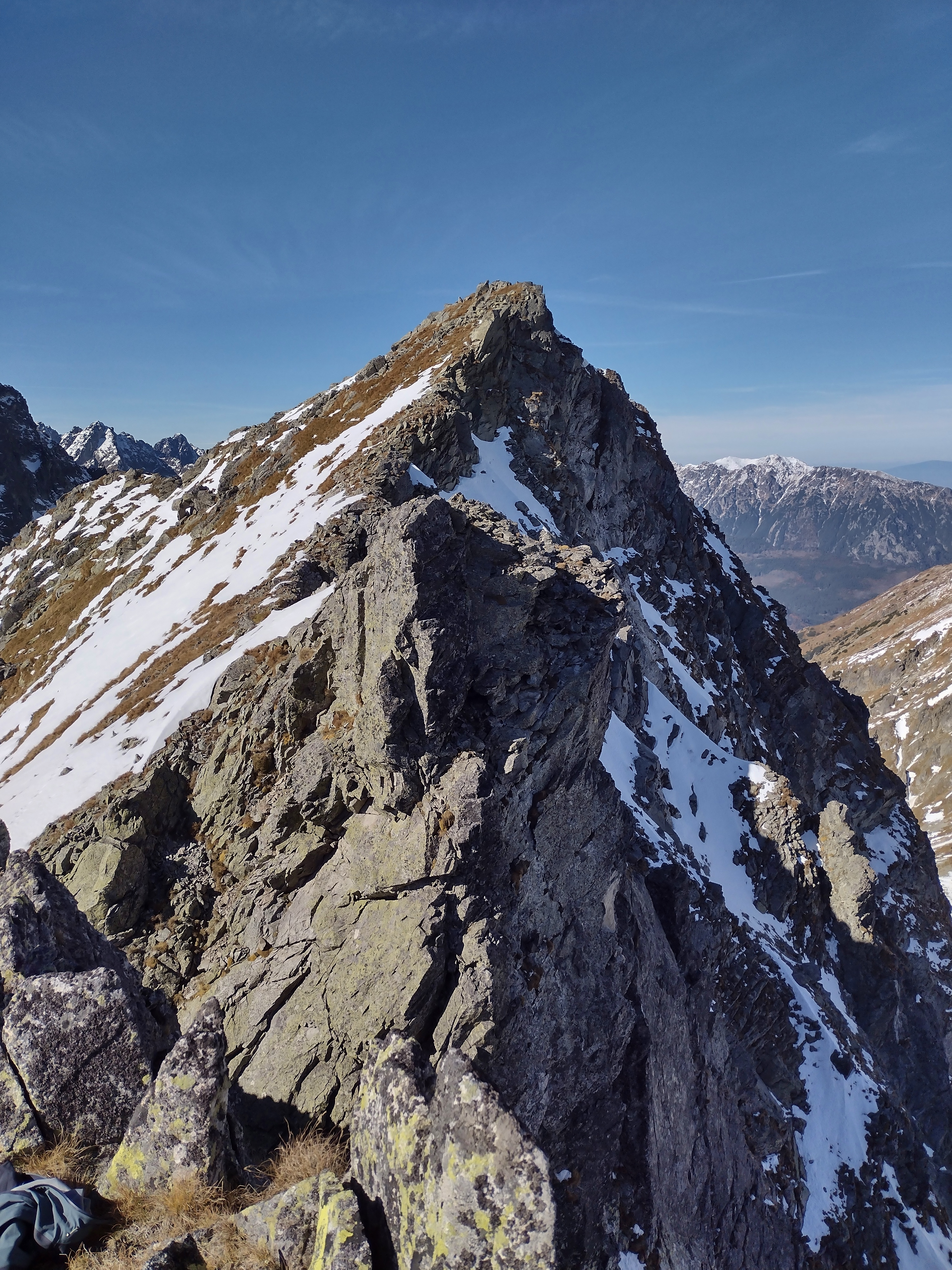
Pohled na Rovienkovou stenu z Rovienkové priehyby

Rovienkova stena (polsky Złotnikowa Czuba) je vrchol v hlavním hřebeni Vysokých Tater s nadmořskou výškou cca 2.240 m n. m. nacházející se mezi Svišťovým sedlem a Rovienkovou priehybou. Sousedními vrcholy v hlavním hřebeni jsou Svišťový štít na jihozápadě a Hranatá veža na severovýchodě. Severní stěny spadají do Rovienok, jižní úbočí pak do Rovienkové kotliny. Vrchol není turisticky přístupný a nevede na něj žádná značená turistická stezka.
Ze strany Veľké Studené doliny Rovienková stena v krajině nijak nevyčnívá, zatímco směrem do údolí Rovienky se svažuje v poměrně výrazném a vysokém skalním srázu.